# Тайдаково (Рязанская область)
Тайдаково — деревня в Шиловском районе Рязанской области в составе Мосоловского сельского поселения.

## Географическое положение
Деревня Тайдаково расположена на Окско-Донской равнине, на левом берегу реки Непложа вблизи её устья (на правом берегу реки Оки), в 18 км к северо-западу от пгт Шилово. Расстояние от деревни до районного центра Шилово по автодороге — 29 км.
Ближайшие населённые пункты — село Срезнево, деревня Слобода и поселок Ясаковский.

## Население
| 2010 |
| ---- |
| 23   |

По данным переписи населения 2010 г. в деревне Тайдаково постоянно проживают 23 чел. (в 1992 г. — 57 чел.).

## Происхождение названия
По мнению же михайловских краеведов И. Журкина, Б. Катагощина деревня получила свое название по фамилии землевладельца.
По предположению А. Гаврилова, В. Дергунова название села говорит о присутствии в этих местах, хотя бы временно, тюрок, вероятнее всего, татар. «Тойдак» в переводе с тюркского — глиняный холм. И действительно, здесь, напротив деревни, на другом берегу Непложи, вздымается ввысь глинистый обрыв.

## История
Тайдаково — одно из старейших поселений Шиловского района. Впервые оно упоминается в жалованной данной, льготной и несудимой грамоте великого князя рязанского Ивана Федоровича (1427—1456) Григорию Давыдовичу Шиловскому на  
«околицу бортную за Глебовским лесом на речке на Тынорде помесную и бортную землю и з бортники, деревню Первичи с угодьи и со крестьяны, да на речке Непложе деревня Тойдаково со крестьяны и с земом, и с угодьи».
То есть в середине XV в. Тайдаково уже существовало и числилось деревней. 
В выписи рязанских писцов Григория Плещеева, Киприана Дедишина и подьячего Федора Козлова за 1560 г. деревня Тайдаково числилась в поместье за Дмитрием и Даниилом Тимофеевичами Шиловскими. В ввозной грамоте царя Бориса I Годунова сыну боярскому Фоме Ивановичу Севостьянову за 1600 г. Тайдаково указано уже как поместье его отца, пустошь, что была деревня. Упоминается оно и в ввозной грамоте царя Василия IV Шуйского за 1607 г. на село Исады, где, в частности, указывается:
«…села ж Исад сен(ны)я покосы за рекою за Окою на Бологовском лугу, меж Рябрева и Муратовские деревни безпяты лугу, по луг деревни Тайдаковы 700 капен». 
Можно предположить, что к этому времени поселение была снова заселено. В выписи из писцовых книг князя Василия Вяземского и подьячего Ивана Кавелина за 1637—1640 гг. Тайдаково числится деревней, приписанной к приходу Покровской церкви села Срезнево. Согласно окладным книгам 1676 г. в деревне Тайдаково насчитывалось 19 крестьянских дворов и 3 двора бобылей.
К 1891 г., по данным И. В. Добролюбова, деревня Тайдаково относилась к приходу Покровской церкви села Срезнево и в ней насчитывалось 26 крестьянских дворов.